# بلال الكبيسي
بلال عناد الكبيسي (15 نوفمبر 1969 - 11 فبراير 2025)، هو منشد عراقي اختص في مجال الإنشاد الديني وأناشيد الأطفال، كان أحد الأسماء البارزة في مجال الإنشاد، وترك بصمة كبيرة في ذاكرة الأجيال التي نشأت على أعماله التي كانت تُعرض عبر قناة «طيور الجنة».

## حياته
وُلد في الفلوجة في 15 تشرين الثاني 1969. أتم دراسته في إعدادية الأعظمية للبنين. بدأ نشاطه الفني مع فرقة البشائر في تسعينيات القرن العشرين والتي اضم إليها لاحقا صديقه مصطفى العزاوي.
تزوج من الإعلامية سؤدد طارق التي كانت تعمل مذيعة في قناة بغداد الفضائية، ثم في قناة الفلوجة. كان أحد أعضاء الفريق الإنشادي لقناة محبوبة حتى حزيران 2012، فانسحب منها وانضم إلى قناة طيور الجنة مع ابنته نوارة، وكان انضمامهما بعد انسحاب مصطفى العزاوي مع ابنه عبد الله، لكن بلال الكبيسي وابنته انسحبا في تشرين الثاني 2013 مع مجموعة ضمت عمر الصعيدي وابنتيه لين ومايا ومحمد بشار وأخته ديمة بشار، وانضموا لاحقا إلى قناة نون الفضائية.

## وفاته
توفي بلال الكبيسي، يوم الثلاثاء 11 فبراير/شباط 2025.